# 陳祖誨
陳祖誨（？年—？年），字兼甫，福建省福州府長樂縣取青人，宣統三年進士。

## 生平
- 光緒三十四年（1908年）春，入學北洋大學堂工科土木工學門乙班生[4]，宣統三年畢業。
- 宣統三年三月，學部會考北洋大學堂畢業學生，得77.98分，列優等[5]
- 宣統三年四月，賞給進士出身，改為翰林院庶吉士[6]。
- 福建礦業傳習所教師[7]。
- 福建公立工業專門學校教師[8]。
- 民國16年（1927年），福建省公路委員會主任[9]
- 民國20年（1931年）4月20日，任福建省政府教育廳科長[10]。